# 6670 Wallach
A 6670 Wallach (ideiglenes jelöléssel 1994 LL1) a Naprendszer kisbolygóövében található aszteroida. Carolyn Shoemaker,  David H. Levy fedezte fel 1994. június 4-én.